# Saint-Paul-d'Uzore
Pour les articles homonymes, voir Saint-Paul.
Saint-Paul-d'Uzore est une commune française située dans le département de la Loire en région Auvergne-Rhône-Alpes, et faisant partie de Loire Forez Agglomération.

## Géographie

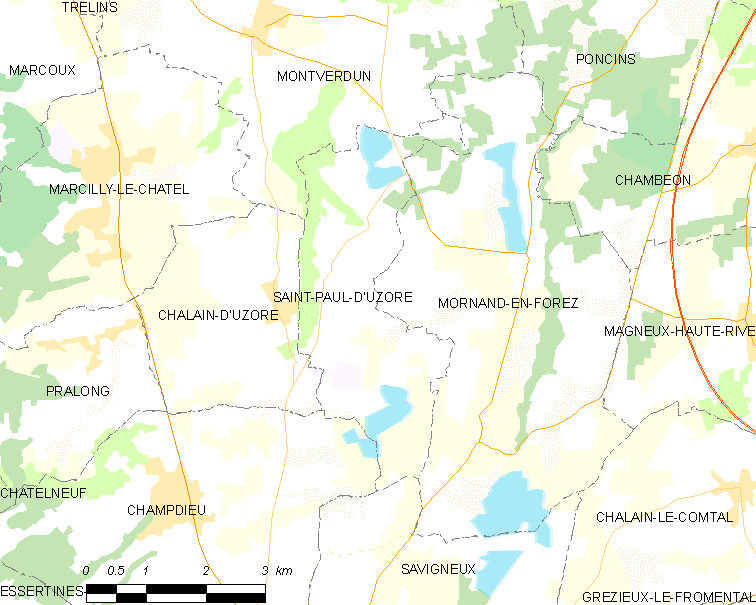
Localisation du village et des communes aux alentours

La commune de Saint-Paul-d'Uzore est située dans la plaine du Forez. Elle est donc essentiellement plane même si une partie de son territoire est à cheval sur le mont d'Uzore. Celui-ci est une particularité géologique liée à l'activité volcanique locale. Ce mont, de roches basaltiques, est situé au centre de la plaine du Forez.
L'altitude de la commune est comprise entre 350 m en plaine à 520 m sur le mont d'Uzore.
|                 | Montverdun         |                  |
| Chalain-d'Uzore | Saint-Paul-d'Uzore | Mornand-en-Forez |
| Champdieu       | Savigneux          |                  |

### Climat
Pour des articles plus généraux, voir Climat d'Auvergne-Rhône-Alpes et Climat de la Loire.
En 2010, le climat de la commune est de type climat océanique dégradé des plaines du Centre et du Nord, selon une étude du Centre national de la recherche scientifique s'appuyant sur une série de données couvrant la période 1971-2000. En 2020, Météo-France publie une typologie des climats de la France métropolitaine dans laquelle la commune est exposée à un climat de montagne ou de marges de montagne et est dans la région climatique Nord-est du Massif Central, caractérisée par une pluviométrie annuelle de 800 à 1 200 mm, bien répartie dans l’année.
Pour la période 1971-2000, la température annuelle moyenne est de 10,7 °C, avec une amplitude thermique annuelle de 16,8 °C. Le cumul annuel moyen de précipitations est de 700 mm, avec 8,6 jours de précipitations en janvier et 6,7 jours en juillet. Pour la période 1991-2020, la température moyenne annuelle observée sur la station météorologique de Météo-France la plus proche, « Savigneux », sur la commune de Savigneux à 8 km à vol d'oiseau, est de 11,0 °C et le cumul annuel moyen de précipitations est de 665,4 mm,. Pour l'avenir, les paramètres climatiques de la commune estimés pour 2050 selon différents scénarios d'émission de gaz à effet de serre sont consultables sur un site dédié publié par Météo-France en novembre 2022.

## Urbanisme

### Typologie
Au 1er janvier 2024, Saint-Paul-d'Uzore est catégorisée commune rurale à habitat dispersé, selon la nouvelle grille communale de densité à sept niveaux définie par l'Insee en 2022.
Elle est située hors unité urbaine. Par ailleurs la commune fait partie de l'aire d'attraction de Montbrison, dont elle est une commune de la couronne,. Cette aire, qui regroupe 27 communes, est catégorisée dans les aires de moins de 50 000 habitants,.

### Occupation des sols
L'occupation des sols de la commune, telle qu'elle ressort de la base de données européenne d’occupation biophysique des sols Corine Land Cover (CLC), est marquée par l'importance des territoires agricoles (75,6 % en 2018), une proportion identique à celle de 1990 (75,6 %). La répartition détaillée en 2018 est la suivante : 
prairies (49,5 %), terres arables (16 %), forêts (13,7 %), zones agricoles hétérogènes (10,1 %), eaux continentales (8,3 %), espaces verts artificialisés, non agricoles (2,4 %). L'évolution de l’occupation des sols de la commune et de ses infrastructures peut être observée sur les différentes représentations cartographiques du territoire : la carte de Cassini (XVIIIe siècle), la carte d'état-major (1820-1866) et les cartes ou photos aériennes de l'IGN pour la période actuelle (1950 à aujourd'hui).

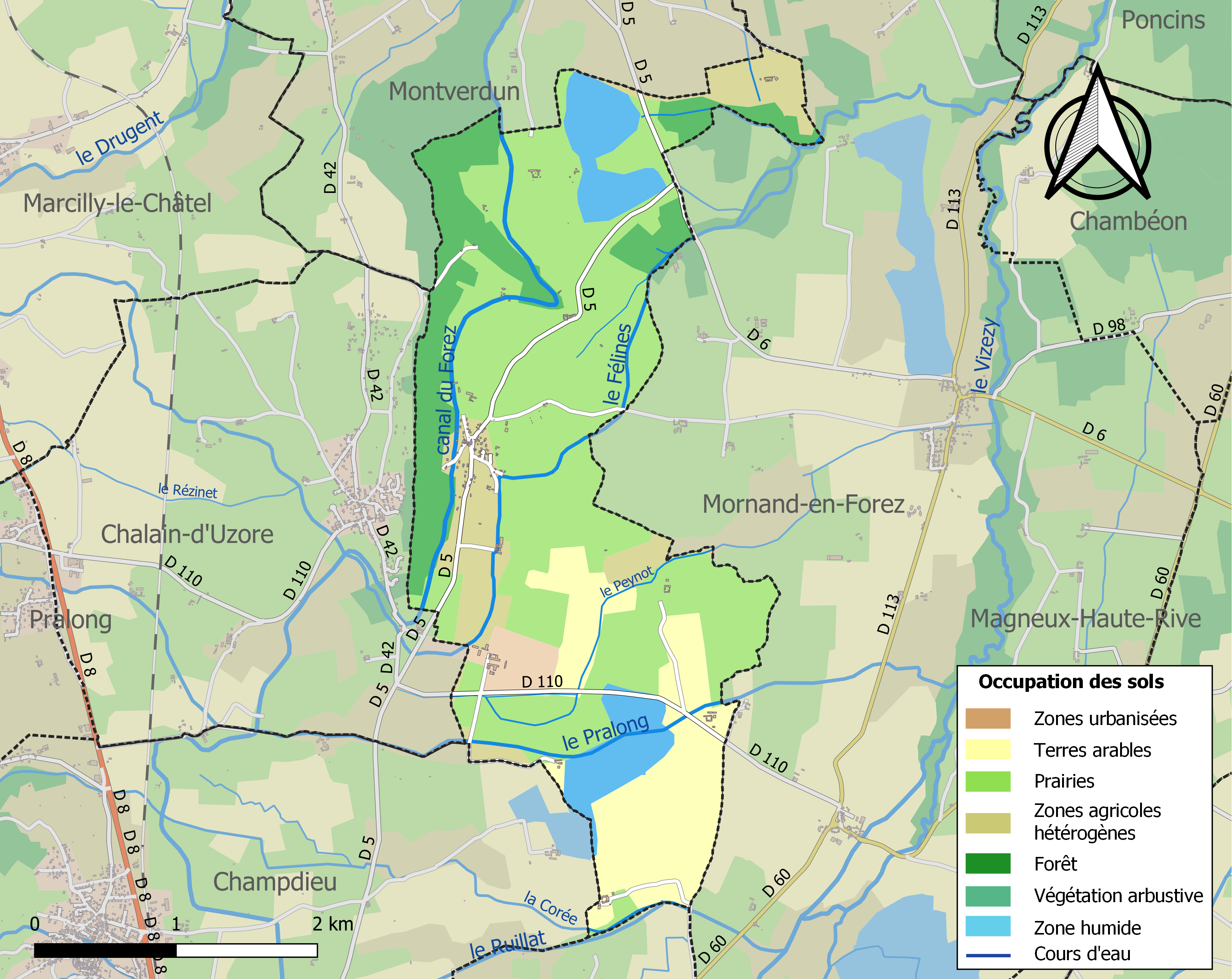
Carte des infrastructures et de l'occupation des sols de la commune en 2018 (CLC).

## Histoire
Des fondations d'une "villa romaine" ont été découvertes à proximité du Bourg.
Elles témoignent d'une activité agricole gallo-romaine.

## Blasonnement
|  | Les armoiries de Saint-Paul-d'Uzore se blasonnent ainsi : Écartelé : aux 1er et 4e de sinople semé de larmes d’argent, au château d’argent flanqué de deux tours couvertes, aux 2e et 3e d’azur au canard d’argent tenant dans son bec un poisson du même, volant au-dessus d’une champagne ondée d’argent ; au filet en croix pattée de sable brochant sur la partition ; sur le tout d’or au mont de trois coupeaux de sinople. |

## Politique et administration
| Période                                  | Période  | Identité                   | Étiquette | Qualité |
| ---------------------------------------- | -------- | -------------------------- | --------- | ------- |
| Les données manquantes sont à compléter. |          |                            |           |         |
| 1871                                     | 1900     | Théobald Roux de La Plagne |           |         |
| 1900                                     | 1904     | Pierre Rivet               |           |         |
| 1904                                     | 1965     | Amédée Roux de La Plagne   |           |         |
| 1965                                     | 1983     | Marius Bourgier            |           |         |
| 1983                                     | 2008     | Jean Dufour                |           |         |
| 2008                                     | 2011     | Robert de Maillard         |           |         |
| 2012                                     | 2014     | Roland Jacquemond          |           |         |
| 2014                                     | En cours | Rambert Paliard            |           |         |

Saint-Paul-d'Uzore faisait partie de la communauté d'agglomération de Loire Forez de 2003 à 2016 puis a intégré Loire Forez Agglomération.

## Démographie
L'évolution du nombre d'habitants est connue à travers les recensements de la population effectués dans la commune depuis 1793. Pour les communes de moins de 10 000 habitants, une enquête de recensement portant sur toute la population est réalisée tous les cinq ans, les populations de référence des années intermédiaires étant quant à elles estimées par interpolation ou extrapolation. Pour la commune, le premier recensement exhaustif entrant dans le cadre du nouveau dispositif a été réalisé en 2006.

En 2022, la commune comptait 194 habitants, en évolution de +16,87 % par rapport à 2016 (Loire : +1,32 %, France hors Mayotte : +2,11 %).
| 1793 | 1800 | 1806 | 1821 | 1831 | 1836 | 1841 | 1846 | 1851 |
| ---- | ---- | ---- | ---- | ---- | ---- | ---- | ---- | ---- |
| 127  | 127  | 104  | 115  | 119  | 133  | 150  | 155  | 160  |

| 1856 | 1861 | 1866 | 1872 | 1876 | 1881 | 1886 | 1891 | 1896 |
| ---- | ---- | ---- | ---- | ---- | ---- | ---- | ---- | ---- |
| 147  | 137  | 168  | 178  | 170  | 214  | 219  | 214  | 226  |

| 1901 | 1906 | 1911 | 1921 | 1926 | 1931 | 1936 | 1946 | 1954 |
| ---- | ---- | ---- | ---- | ---- | ---- | ---- | ---- | ---- |
| 226  | 232  | 207  | 189  | 157  | 171  | 160  | 145  | 139  |

| 1962 | 1968 | 1975 | 1982 | 1990 | 1999 | 2006 | 2011 | 2016 |
| ---- | ---- | ---- | ---- | ---- | ---- | ---- | ---- | ---- |
| 132  | 136  | 119  | 117  | 95   | 98   | 121  | 146  | 166  |

| 2021 | 2022 | - | - | - | - | - | - | - |
| ---- | ---- | - | - | - | - | - | - | - |
| 187  | 194  | - | - | - | - | - | - | - |

## Lieux et monuments
- Église Saint-Paul. Citée en 1225 sur le pouillé de l´église de Lyon mais la porte et les fenêtres hautes à linteau monolithe de la façade sud pourraient remonter à la fin du XIe siècle. Remaniée au XVIe siècle, l'église est signalée en mauvais état au XVIIe siècle et pratiquement en ruine à la fin du XIXe siècle avant d'être restaurée dans les années 1950[17].
- Monument aux morts en granit des années 1920 qui se trouvait initialement au cœur du bourg[18].
- Château et parc des Peynots (XVIIIe siècle). Propriété des familles Thoynet de Bigny puis Roux de la Plagne[19].
- Le canal du Forez, canal d'irrigation et de drainage, passe à Saint-Paul-d'Uzore.

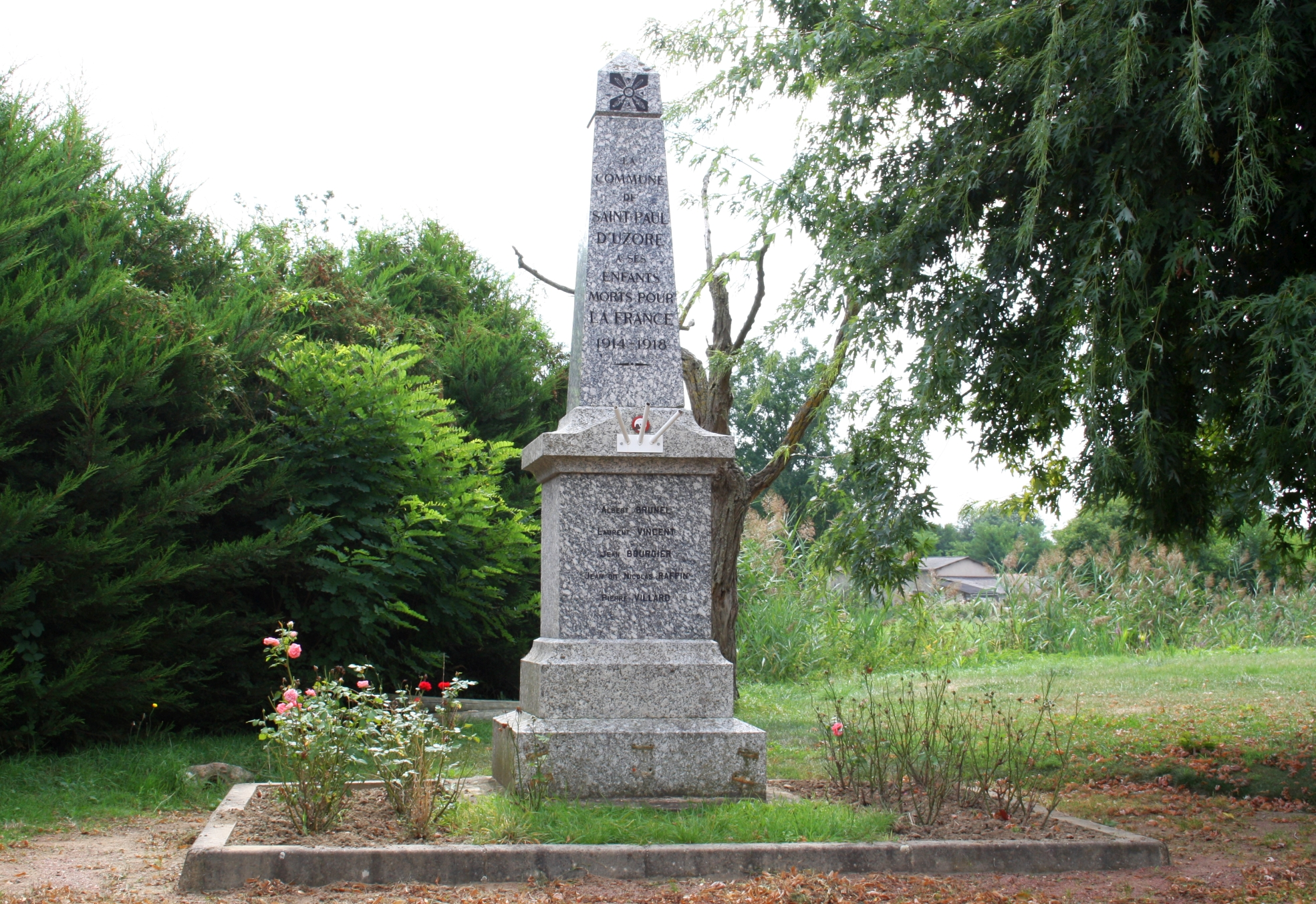
Monument aux morts de Saint-Paul-d'Uzore.